# Зайцев Степан Іванович
Степан Іванович Зайцев (25 квітня 1908, Нова Прага — 28 травня 1975) — радянський розвідник, генерал-майор.

## Біографія
Народився 25 квітня 1908 року в Новій Празі (нині селище міського типу Олександрійського району Кіровоградської області України). З 1916 по 1920 роки навчався в земському училищі у Нової Праги. У 1923 році вступив до комсомолу. У травні 1925 року добровільно вступив у Червону Армію в 13-у окрему кадрову транспортну роту Українського військового округу, яка в той час розташовувалася у Новій Прагзі. У вересні 1925 року був звільнений у зв'язку з неповноліттям. Обирався секретарем комсомольської організації і секретарем сільради села Петрівка Новопразького району.
У 1926 році добровільно вступив і в 1929 році закінчив 5-ту Українську імені Будьонного кавалерійську школу міста Кірового. Служив командиром взводу, політруком кулеметного ескадрону, командиром ескадрону, помічником начальника штабу полку розвідки 9-ї кавалерійської дивізії міста Ізяслава. У 1931 році закінчив Курси начальників озброєння полків. У 1933 році був призначений начальником 1-го відділення штабу 1-ї кавалерійської дивізії міста Проскурова.
У 1934 році закінчив Курси удосконалення начскладу розвідслужби при штабі РСЧА у Москві, служив начальником 4-ї частини штабу 1-ї кавалерійскої дивізії. У 1936 році призначений помічником начальника відділення розвідвідділу Київського особливого військового округу.
Учасник радянсько-німецької війни з 22 червня 1941 року по 5 лютого 1943 року. Мав важке поранення в праву руку при виконанні завдання в серпні 1942 року під Сталінградом.
З 17 по 27 вересня 1941 року в складі штабу Південно-Західного фронту перебував в оточенні в районі Пирятина. З оточення вийшов у складі озброєного загону в кількості 24 чоловік у військовій формі з партквитком і зброєю, будучи командиром даного загону. При виході з оточення ніким не затримувався. У полоні не був. У жовтні 1941 року пройшов перевірку при особливому відділі Південно-Західного фронту у Харкові. За успішний вихід бійців і командирів Червоної армії з оточення був нагороджений першим орденом Бойового Червоного Прапора.
Потім служив начальником 2-го відділу розвідвідділу штабу Південно-Західного, Сталінградського і Донського фронтів. Один місяць був начальником розвідвідділу штабу танкової армії, виконував посаду заступника начальника розвідвідділу Донського фронту.
З 1943 року проходив військову службу у Генеральному штабі РСЧА старшим помічником начальника відділу Управління військової розвідки, заступником начальника відділу Розвідуправління Генштабу РСЧА, начальником відділу Головного управління Генштабу РСЧА.
У післявоєнні роки проходив службу в Середній Азії, Китайській Народній Республіці, Німецькій Демократичній Республіці. У середині 1960-х років працював начальником Цивільної оборони Дарницького шовкового комбінату в місті Києві.

Могила Степана Зайцева

Помер 28 травня 1975 року. Похований в Києві на Лук'янівському військовому кладовищі.

## Нагороди, пам'ять
Нагороджений орденом Леніна, чотирма орденами Червоного Прапора, двома орденами Червоної Зірки, орденом Вітчизняної війни 1-го ступеня, орденом Богдана Хмельницького 2-го ступеня, медалями «Партизанові Вітчизняної війни» 1-го ступеня, «За оборону Сталінграда», «За Перемогу над Німеччиною у Великій Вітчизняній війні 1941–1945 рр.», трьома медалями «Китайсько-радянська дружба».
Зайцеву Степану Івановичу присвячена експозиція в Центральному музеї Збройних сил України, де знаходяться його особисті речі і військова форма.